# Algeciras-Gibraltar Railway Company
La Algeciras-Gibraltar Railway Company (AGR) fue una empresa ferroviaria hispano-británica, artífice de la construcción de la línea Bobadilla-Algeciras. Tenía su sede social en Algeciras, aunque las operaciones eran dirigidas desde Londres. La compañía, que existió entre 1888 y 1913, desaparecería anexionada por la Compañía de los Ferrocarriles Andaluces.

## Historia
La empresa nació en 1888 a partir de una reconstitución de la antigua Jerez to Algeciras Gibraltar Direct Railway Company, la cual había sido fundada en Madrid en 1880. La nueva compañía surgió con el propósito de poner en marcha un ferrocarril que uniera la Bahía de Algeciras con la línea Córdoba-Málaga, a través de la cual se podía enlazar con el resto de la red ferroviaria española.
La construcción del primer tramo del ferrocarril comenzó el 1 de septiembre de 1888. Los trabajos avanzaron a buen ritmo y para 1892 la línea ya se encontraba completa, quedando abierta al tráfico. Debido a que las autoridades españolas vetaron la posibilidad de alargar el ferrocarril hasta Gibraltar, en 1894 se puso en marcha un servicio de ferris que unía la colonia británica con Algeciras. Además de la línea férrea, la compañía también construyó varias instalaciones hoteleras a lo largo del trazado, como el Hotel Reina Cristina en Algeciras y el Hotel Reina Victoria en Ronda; ambos fueron diseñados por el arquitecto Thomas Edward Collcutt. En 1893 se propuso la construcción de un ramal ferroviario entre San Roque y La Línea, aunque el proyecto finalmente no se materializaría.
En 1913 la Compañía de los Ferrocarriles Andaluces compró la Algeciras-Gibraltar Railway Company y se hizo con el control de la línea Algeciras-Bodadilla.

## Véase también

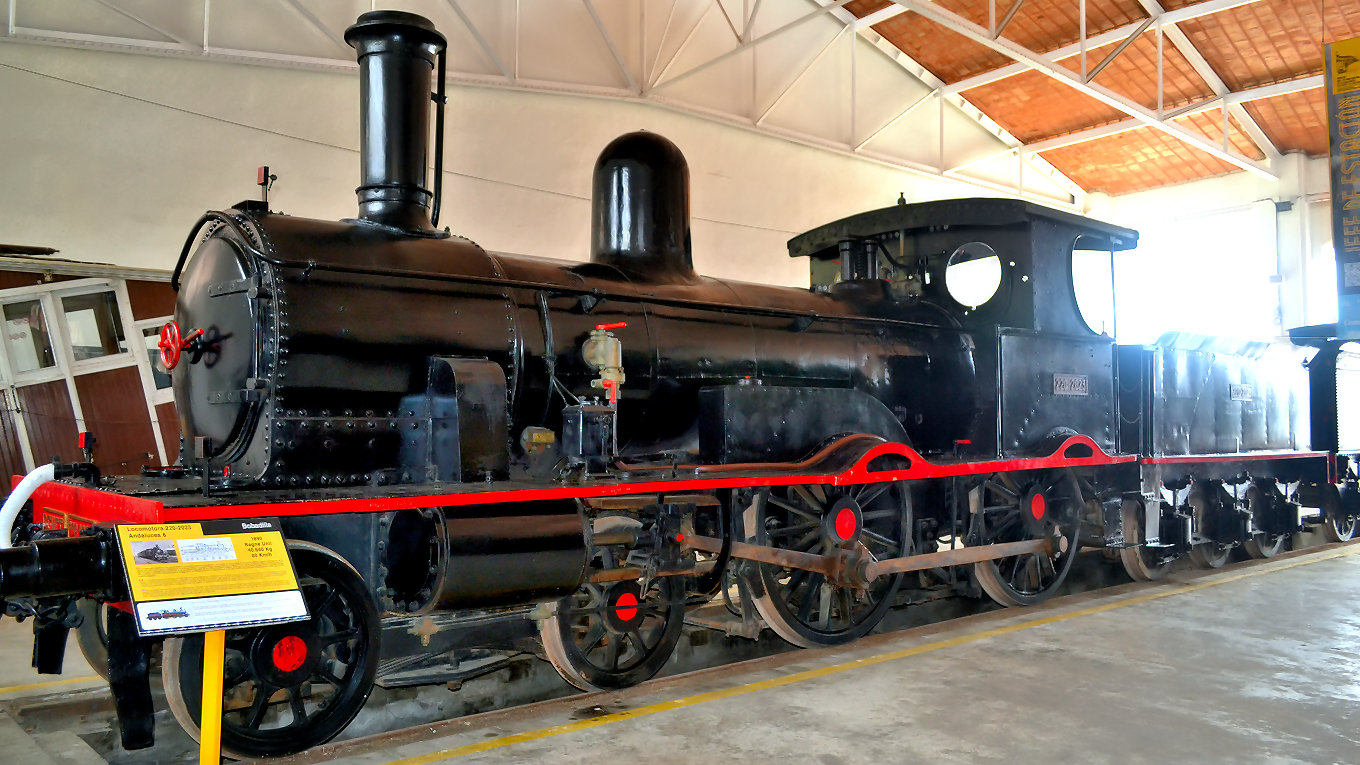
Antigua locomotora n.º 6 de la Algeciras-Gibraltar Railway Co., conservada en el Museo del Ferrocarril de Cataluña.

## Parque motor
| Tipo  | N.° (AGR) | Fabricante          | N.° de fábrica | Año  | Peso (t) |
| 220   | 1 a 3     | Beyer-Peacock & Co. | 3163-3165      | 1890 | ?        |
| 220   | 4 a 6     | Beyer-Peacock & Co. | 3354-3356      | 1890 | 40,6     |
| 220   | 7 a 8     | Beyer-Peacock & Co. | 5626-5627      | 1913 | 42,8     |
| 130   | 11 a 14   | Beyer-Peacock & Co. | 3166-3169      | 1890 | 38,2     |
| 130   | 11 a 14   | Beyer-Peacock & Co. | 3351-3353      | 1891 | 38,2     |
| 130   | 18 a 19   | Beyer-Peacock & Co. | 5719-5720      | 1913 | 38,2     |
| 030 T | ?         | Robert Stephenson   | 2521           | 1882 | 26,0     |
| 130   | 20        | Beyer-Peacock & Co. | 2522           | 1882 | 26,0     |